# バス専用道路
バス専用道路（バスせんようどうろ）とは、バス専用走行空間のうち物理的な区分を設けてバス専用としている道路。路線バスの通行のために設けられている専用道路、または車両通行帯のない道路で物理的に区分された路線バス等の通行のために設けられた車線のこと。なお、バスの専用走行区間のうち物理的な区分がなく、単にバスが専用的に用いる車線はバスレーンといいバス専用道路とは区別される。
物理的に他の車両と区分した通路としてのバス専用道路の例は、日本では極めて少なく、世界的にもバス専用道路の事例は決して多くはない。

## 日本のバス専用道路
日本におけるバスの専用走行路としては、まず道路運送法によるバス専用道路の事例がある。路線バスの通行のためだけに設置されている専用道路で、大半はバス会社等の所有している私有地となっている。
一方、鹿島鉄道の跡地を整備した道路のように、道路法による道路（公道）に道路交通法による道路規制を適用してバス専用道路としている例もある。道路交通法による道路規制によるバス専用走行路は、一般的には専用の車両通行帯を設けるバス専用レーンや、優先通行帯を設けるバス優先レーンである。しかし、先述のようにバス専用道路はバス専用走行空間のうち物理的な区分のある道路で、単にバスが専用的に用いる車線を設置するバスレーンとは区別される。本項では道路法による道路（公道）として新たにバス専用道のみを設置して、道路交通法による規制を設けている例についても述べる。
以上について、それぞれ「道路運送法によるバス専用道路」、「道路交通法によるバス専用道路」などと区別して記述する。

### 道路運送法によるバス専用道路

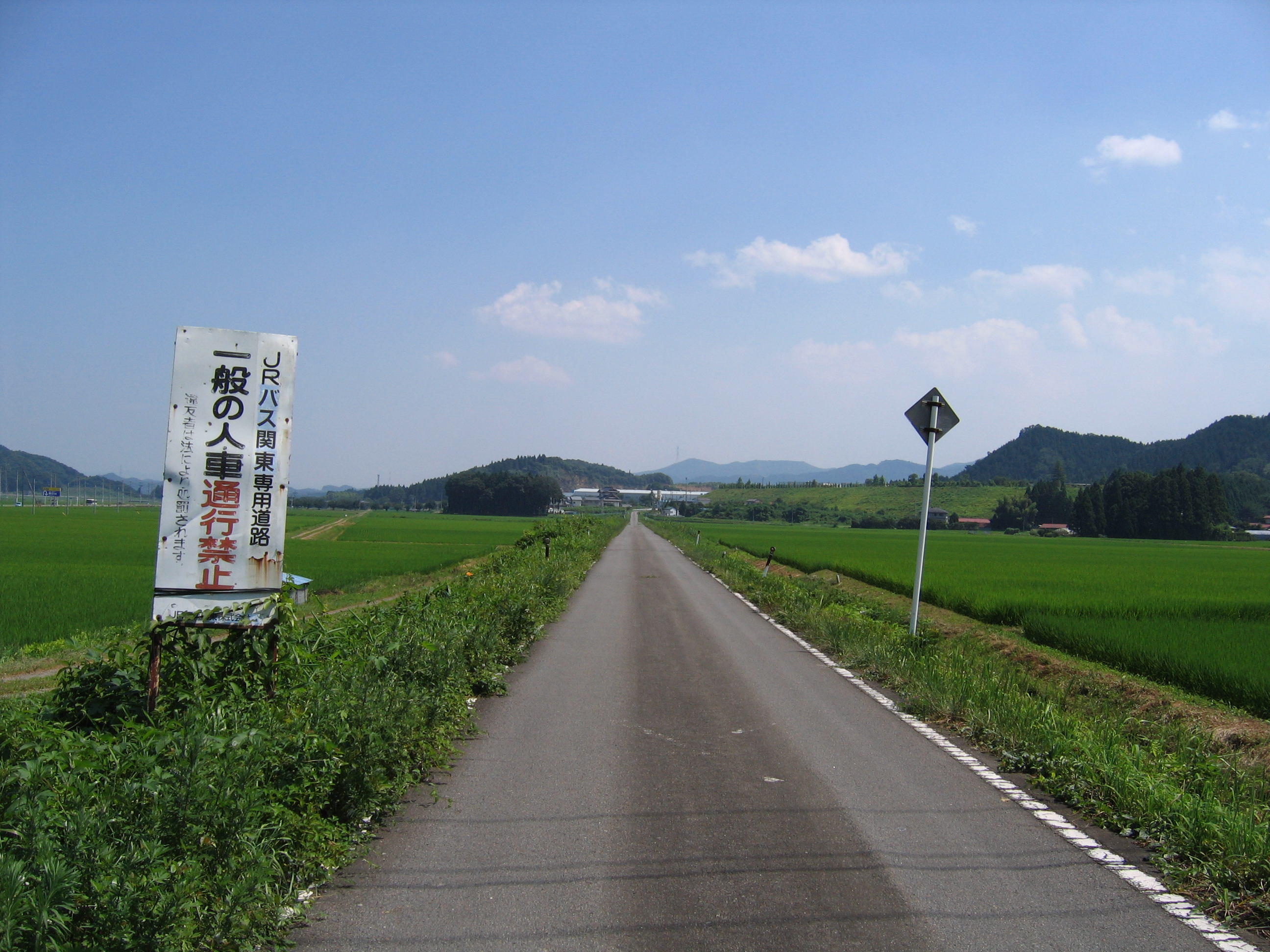
一般車両などへの進入禁止の看板（福島県白河市）

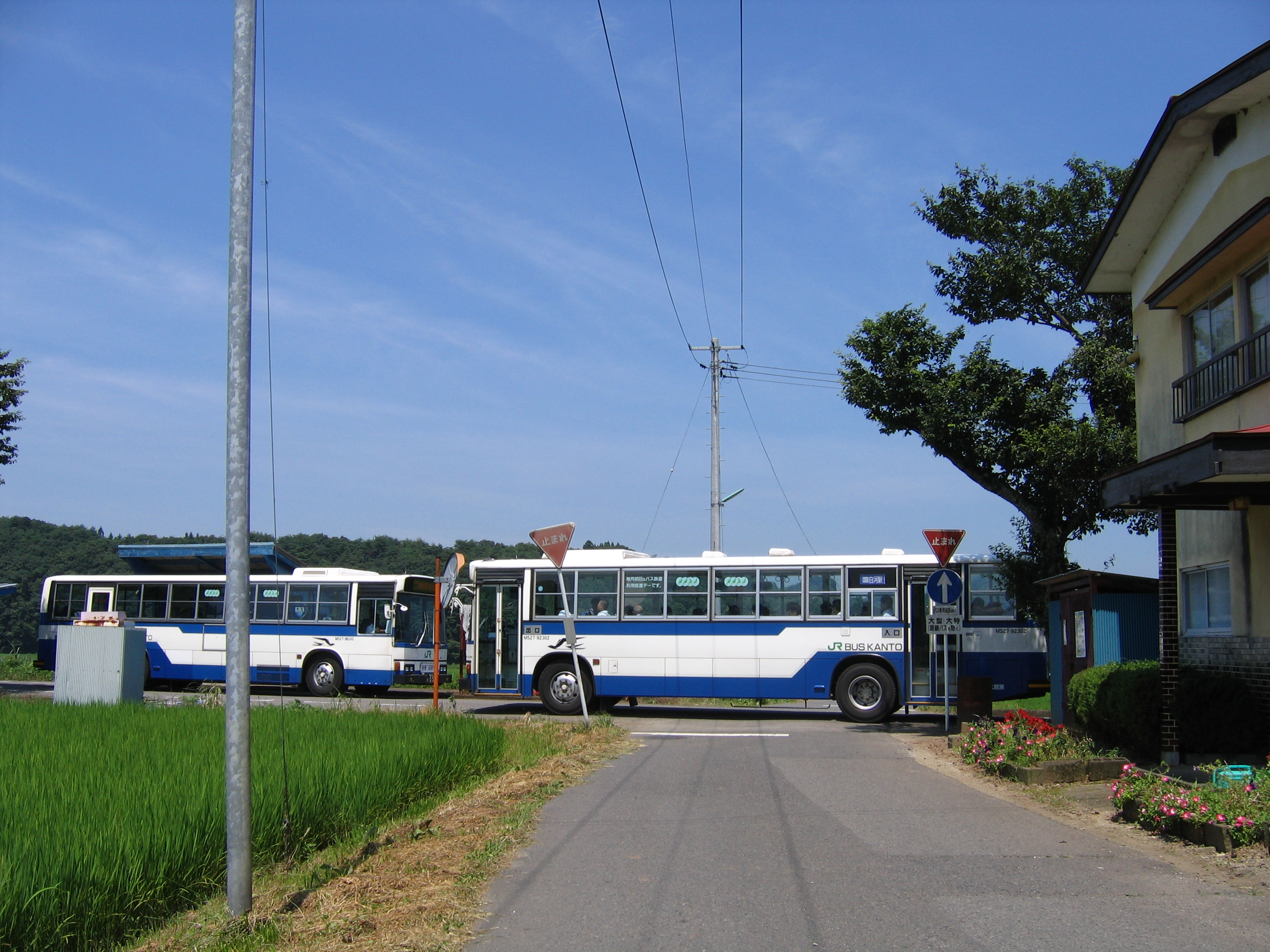
公道側に一時停止の表示（福島県白河市）

道路運送法第2条第8項に規定されている自動車道（専用自動車道）として、路線バス以外の通行を禁止した道路で、道路の用地は路線バスの運行事業者所有である。
国や地方公共団体が管理する道路である公道とはならず私道という扱いになる。ただし、前述のように自動車道として扱われることから、道路交通法、道路運送車両法の適用対象となっている。また自動車道が、一部を除き道路交通法による一部車両通行規制として、自動車専用道路なみの通行車両制限が行われているため、大半のバス専用道路においても同様の制限が行われており、歩行者・軽車両（自転車など）・原動機付自転車を含む125cc以下の二輪車（一部例外あり。また、自動車道でも、一部的には大型または中型の自動二輪車の通行が禁止されている場合もある。）・ミニカー（一部例外あり）は通行できない。そのためバス専用道の出入り口には進入禁止の表示がされている。なお、道路運送法によるバス専用道路は、バス以外の自動車は、緊急自動車と道路維持管理車（道路清掃車）、沿道に自動車保管場所を有するなどやむを得ない事情により通行禁止道路通行許可証を保有している車両を除いては、通行することができない。
バス専用道路が設置される経緯については、鉄道敷跡（未成線を含む）を転用して設置される場合が多く、その名残からか公道との交差部分においては鉄道においての踏切と同様にバスが優先され、一般車両に一時停止の義務を課す場合があるが、利用客の減少などで本数が著しく少ない場合はバスの方に一時停止の義務を課す専用道路も存在する。
また私道であることから道路整備などは自社で行わなければならないため、維持費用がかかるなどの理由で数は減少している。専用道廃止後は地方公共団体などに売却・譲渡され公道化（道路法による道路へ変更）される場合が多い。

### 道路交通法によるバス専用道路
道路法による道路（公道）に道路交通法による道路規制を適用してバス専用道路としたものである。
道路交通法による道路規制によるバス専用走行路は、一般的には専用の車両通行帯を設けるバス専用レーンや、優先通行帯を設けるバス優先レーンであるが、本項でいうバス専用道路はバス専用走行空間のうち物理的な区分のある道路で、単にバスが専用的に用いる車線を設置するバスレーンとは区別される（物理的な区分のない道路についてはバスレーンを参照）。
道路交通法に基づくバス専用道路には茨城県の石岡市・小美玉市における鹿島鉄道跡地を利用したバス専用道路（かしてつバス）がある。鹿島鉄道跡地の例では、バスが円滑に運行ができる道路法の道路を整備するため、道路構造令を基本として茨城県が道路構造基準を新たに定めた。

### 事例

#### 道路運送法によるもの
岩手県

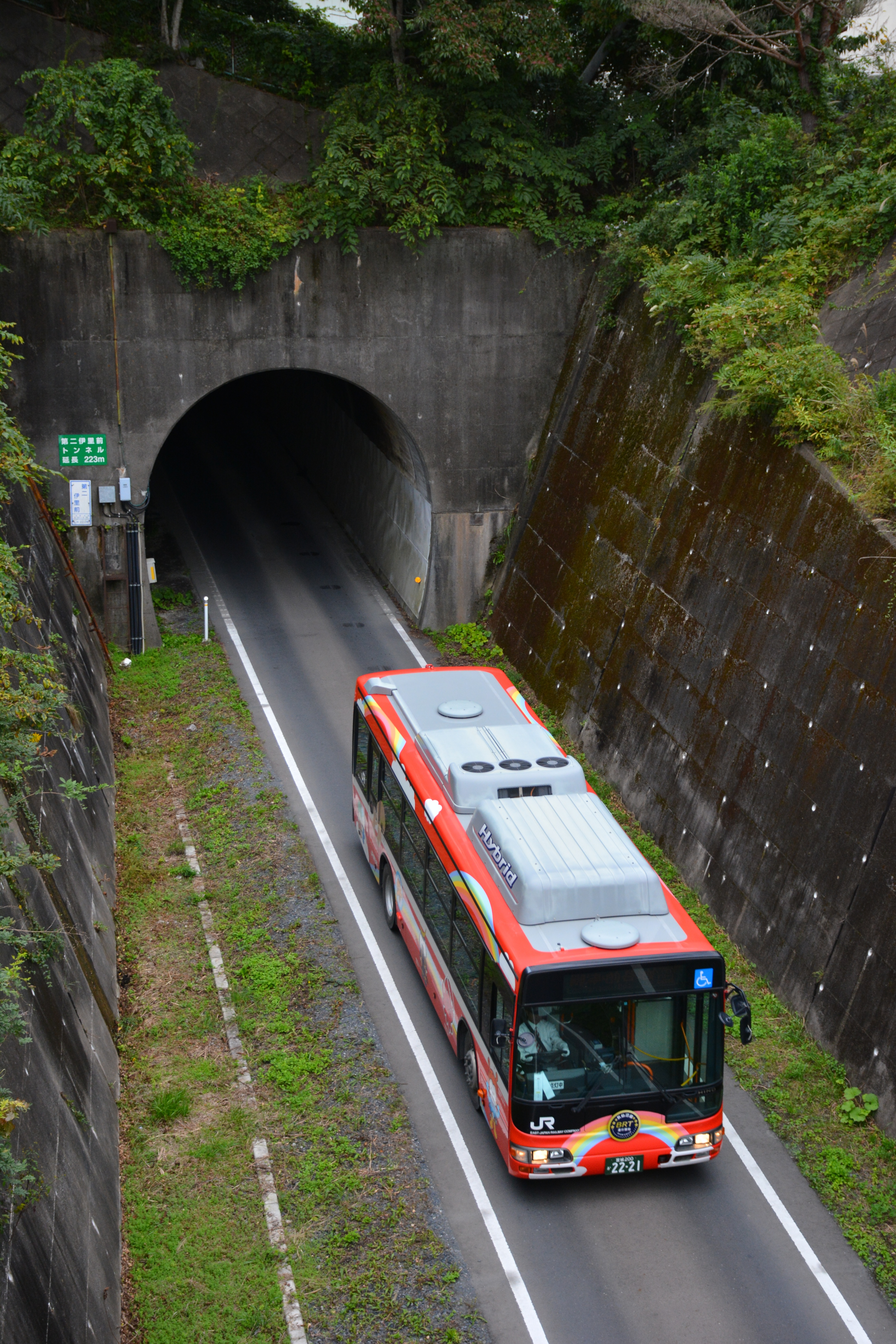
鉄道のトンネルを利用したバス専用道路（気仙沼線BRT）

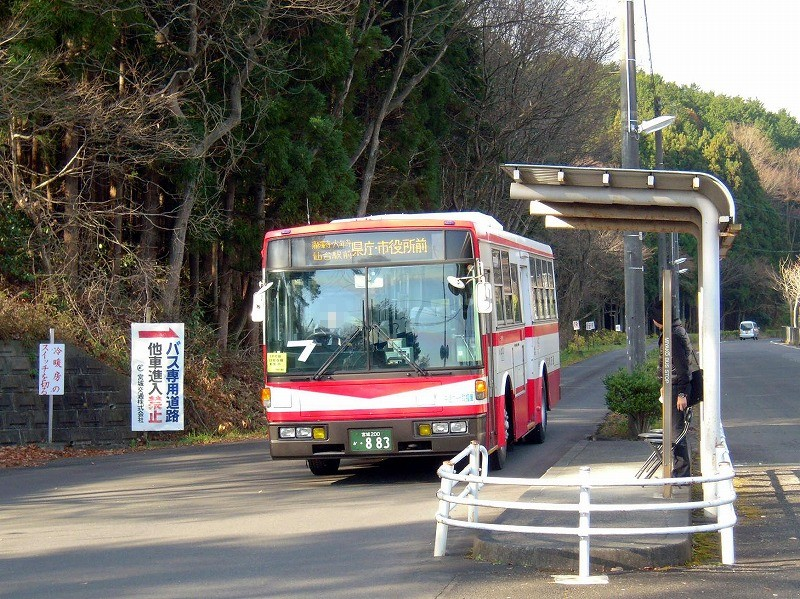
秋保電気鉄道の廃線跡を転用したバス専用道路（宮城県仙台市太白区）

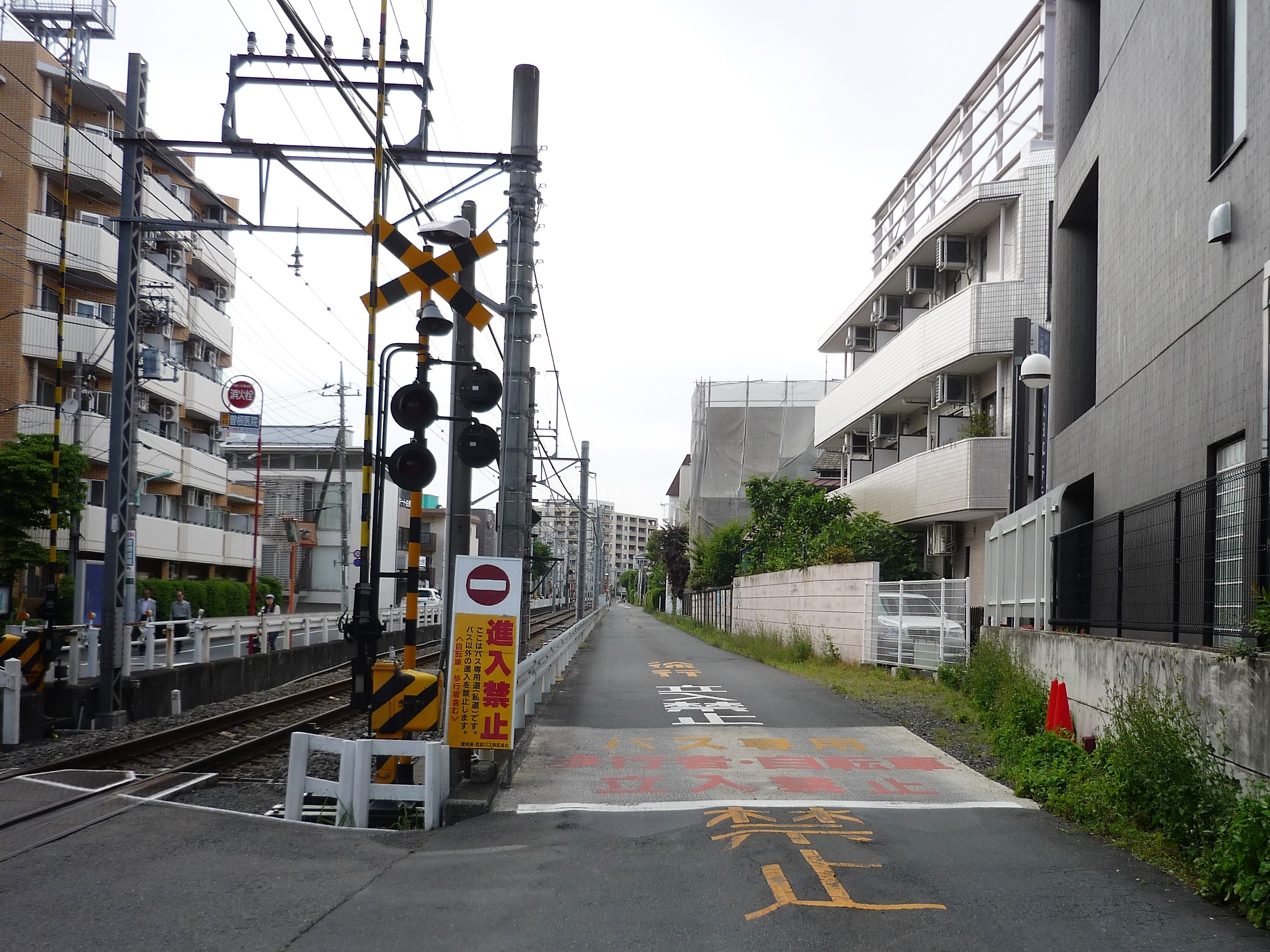
国分寺市の西武バス専用道路（国分寺駅付近）

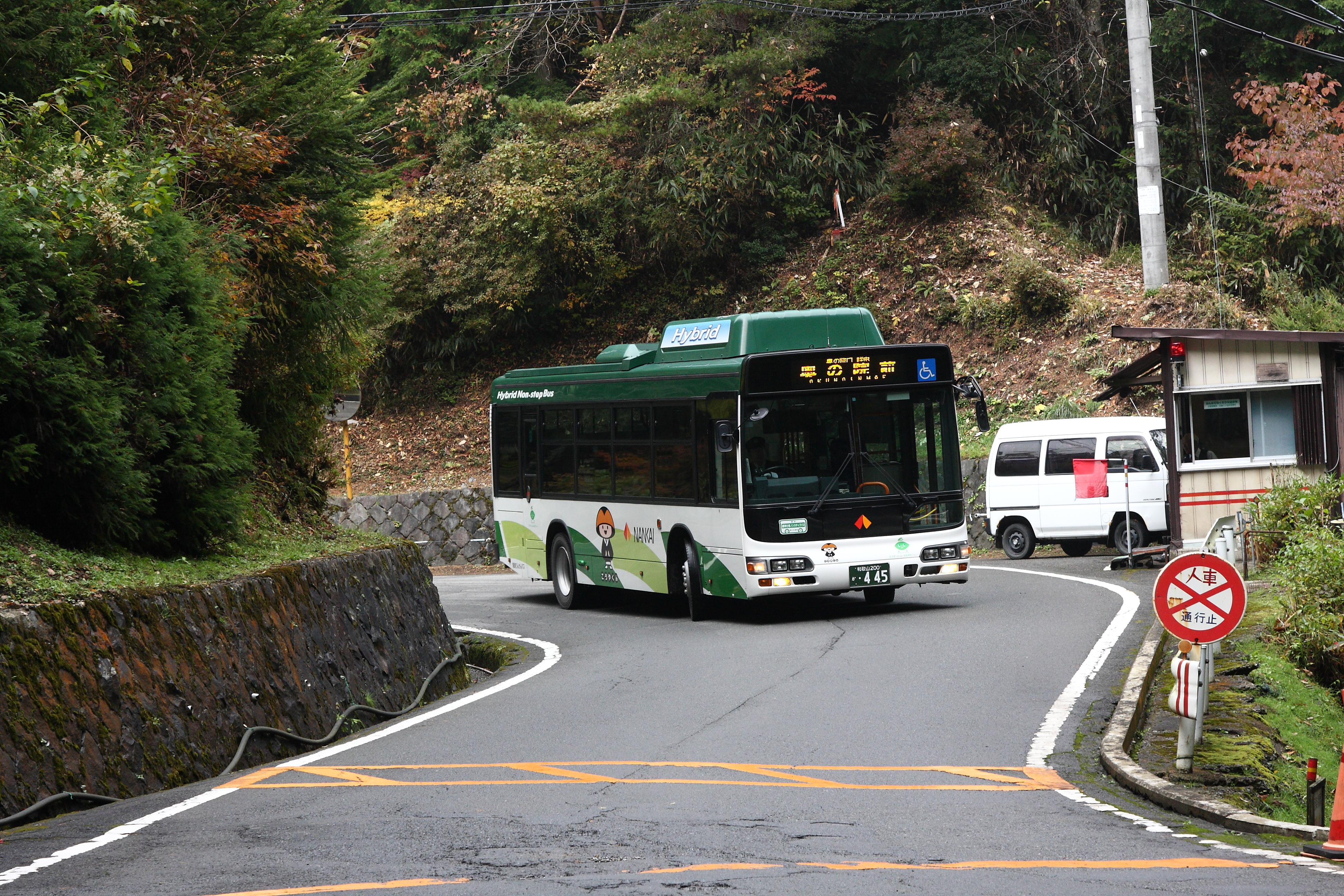
南海りんかんバス専用道路。右の建物は監視小屋。

- 陸前高田市陸前矢作駅 - 大船渡市盛駅間の大半[6]（JR東日本）：大船渡線の被災路線を転用し、大船渡線BRTとして2013年3月2日一部区間供用開始、2024年整備完了

宮城県
- 仙台市太白区旗立西公園前 - 山田自由ヶ丘車庫間（宮城交通）：秋保電気鉄道の廃線跡を転用
- 登米市柳津駅 - 気仙沼市気仙沼駅間の大半（JR東日本）：気仙沼線の被災路線を転用し、気仙沼線BRTとして2012年8月20日一部区間供用開始[7]、2021年整備完了
- 気仙沼市気仙沼駅 - 鹿折唐桑駅 （JR東日本）: 大船渡線の被災路線を転用し、大船渡線BRTとして供用[8][9]

福島県
- 白河市磐城金山 - 同市関辺間（JRバス関東）：白棚線の廃線跡を転用（1957年4月26日開始、近年縮小）

東京都
- 国分寺市国分寺駅北入口 - 同市第三小学校間（西武バス）：西武鉄道多摩湖線の複線化予定地を転用

和歌山県
- 高野町高野山駅前 - 女人堂（南海りんかんバス）：私道のため一般車と歩行者は通行禁止。（1948年6月10日開始[10]）

##### かつて存在したバス専用道路
宮城県
- 栗原市築館 - 栗原市瀬峰 - 登米市登米間（宮城交通）：仙北鉄道の廃線跡を転用（一般道化、農地転用など）

千葉県
- 銚子町（現・銚子市）銚子駅跡 - 高神村（現・銚子市）犬吠駅跡間：銚子遊覧鉄道の廃線跡を転用、のちに銚子電気鉄道線が開業した際に路盤を流用したため廃止

神奈川県
- 鎌倉市大船 - 鎌倉市鎌倉山 - 藤沢市片瀬間（京浜急行バス）：厳密にはバス専用道路ではないが、バス運行を目的に建設された道路である。（現在は市道）また道路運送法による道路としては日本初の有料自動車専用道路とされている。京浜急行線を参照

富山県
- 富山市田刈屋 - 同市住吉内山邸口間（富山地鉄中央バス）：富山地方鉄道射水線の廃線跡を転用
  - 同市畑中 - 同市田刈屋間は宅地転用・北陸新幹線建設工事のため先行して廃止。2012年4月1日のダイヤ改正をもって専用道経由のバスは全廃[11]

群馬県
- 嬬恋村嬬恋駅跡 - 吾妻駅跡間：草軽電気鉄道の廃線跡を転用[12]したが、のちに廃道となる

長野県
- 松本市浅間橋 - 浅間温泉バス停間：松本電鉄浅間線廃線後、大半は一般の道路(やまびこ道路)に転用されたが、浅間温泉側末端部分のみ松本電鉄バスの専用道となっていた[12]。現在は一般道化。

愛知県

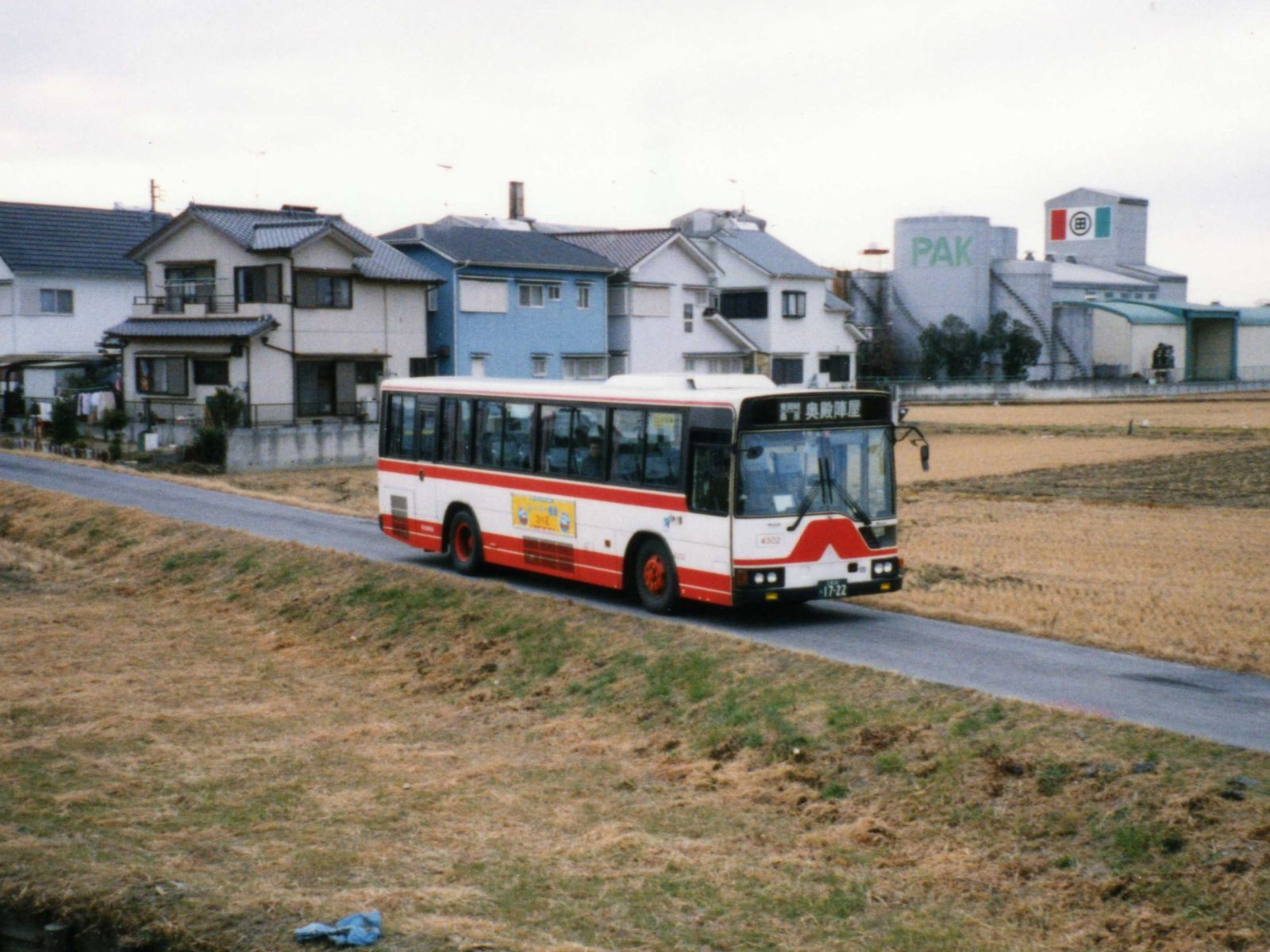
名鉄福岡線の廃線跡を転用したバス専用道路（愛知県岡崎市）

- 岡崎市岡崎駅前 - 同市福岡町間（名鉄バス）：名鉄福岡線（名鉄岡崎市内線）の廃線跡を転用（1963年1月20日開始[10] - 2016年3月31日閉鎖[13]）
- 新城市（旧南設楽郡鳳来町）海老 - 北設楽郡設楽町田峯（豊橋鉄道）：豊橋鉄道田口線の廃線跡の稲目トンネルを転用し、廃線後しばらく代替路線バス専用道になっていた。（後に拡幅工事、愛知県道389号富栄設楽線化）

福井県・滋賀県
- 敦賀市刀根 - 木之本町（国鉄バス）：柳ヶ瀬線の廃線跡を転用（一般道化）

大阪府・奈良県
- 大阪府八尾市郡川（高安山駅） - 奈良県三郷町信貴山門（近畿日本鉄道）：第二次世界大戦中に休止していた信貴山上線を1957年に廃止し、バス専用道路に転用[14]。同時に再開した近鉄西信貴鋼索線に連絡した。1964年、信貴生駒スカイラインに編入されて[14]一般自動車道に変更[15]。

兵庫県
- 尼崎市西大島 - 伊丹市昆陽里 - 宝塚市小浜間（阪神国道自動車）：宝塚尼崎電気鉄道が鉄道路線用に建設した路盤を利用（戦時中に兵庫県によって買収され一般道化「兵庫県道42号尼崎宝塚線」）

奈良県
- 五條市五條病院 - 同市城戸間（奈良交通）：五新線の予定地のうち11.7 kmを転用[16]（1965年開始[17] - 2014年9月30日閉鎖[18]）。

福岡県

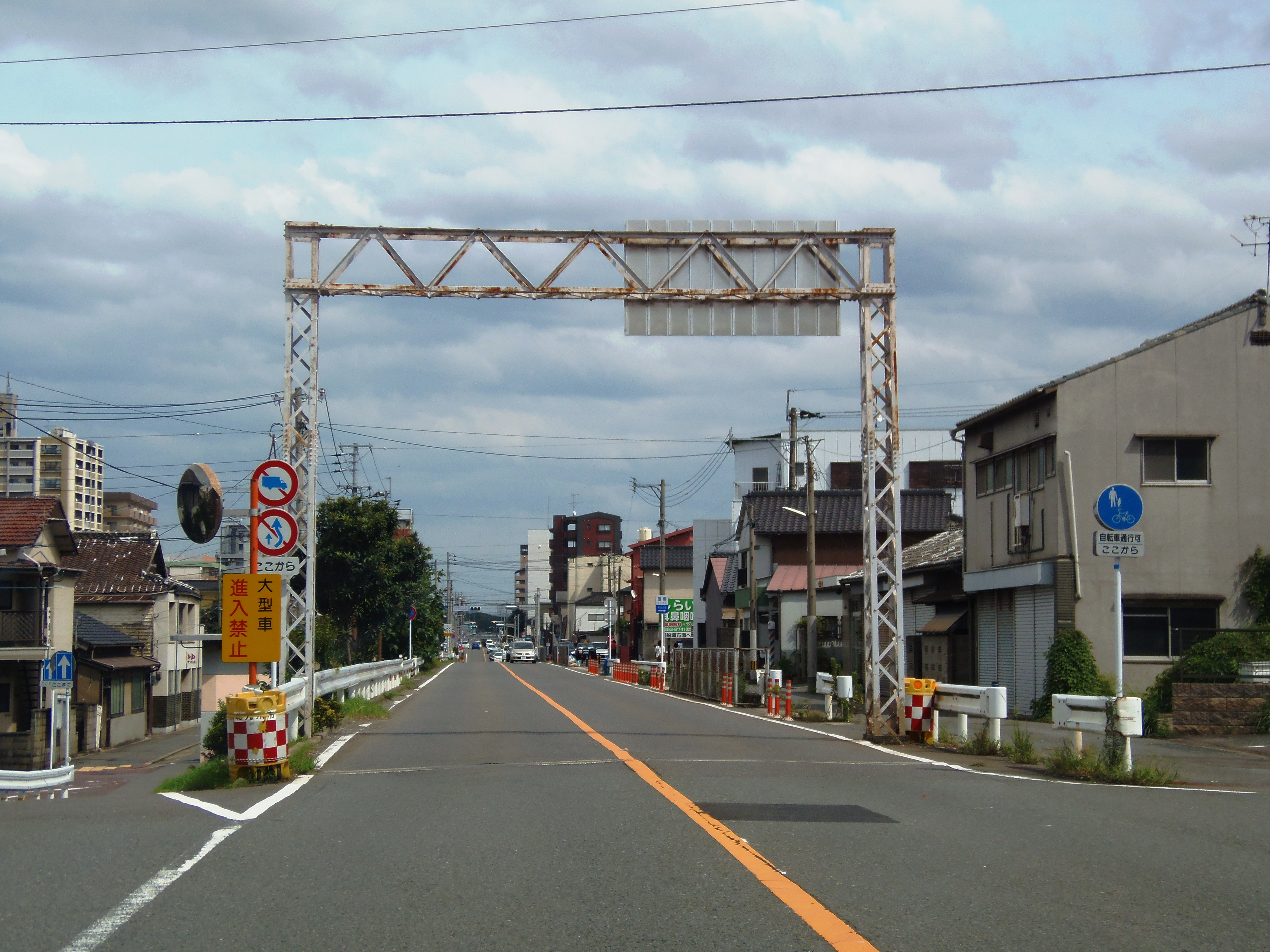
一般道化された西鉄北九州線（戸畑線）の廃線跡のバス専用道路入口（架線柱が残されていたが現在は撤去済み）

- 北九州市小倉北区愛宕 - 戸畑区三六町間（西日本鉄道）：西鉄北九州線（戸畑線）の廃線跡を転用（一般道の拡幅整備事業に伴い廃止）

#### 道路交通法によるもの
茨城県
- 日立市久慈浜駅 - 同市鮎川駅間：日立電鉄線の廃線跡を転用し、ひたちBRT（茨城交通）として2013年3月25日開通

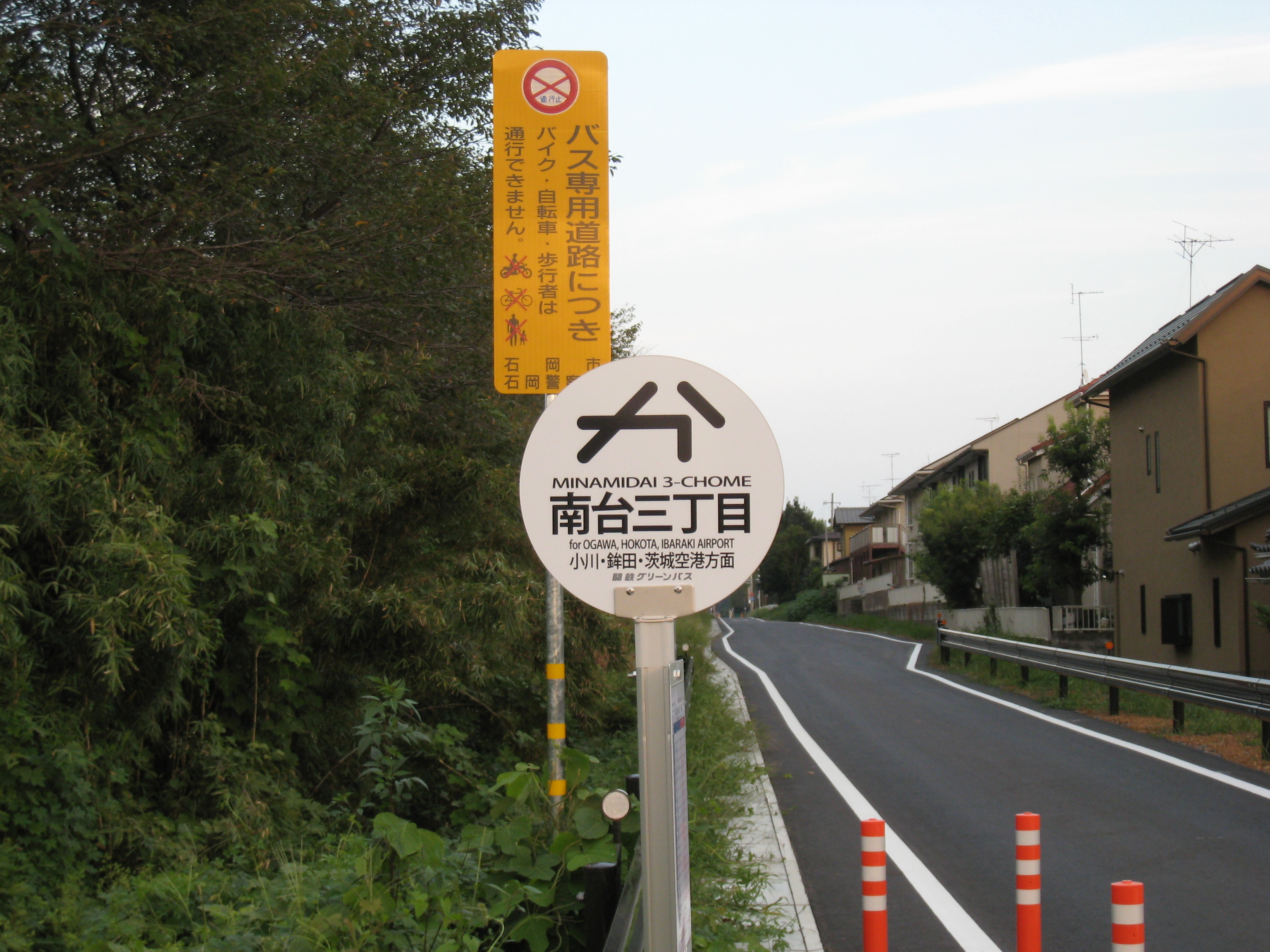
かしてつバス専用道

- 関東鉄道（かしてつバス専用道）：石岡一高下バス停（石岡市） - 四箇村駅バス停（小美玉市）間（2007年4月1日開始）
  - 鹿島鉄道線の廃線跡を転用[19]
  - 公道だが、交通規制によりバス専用道路として運行しており、実態は上記「道路運送法によるもの」と変わりはない。

奈良県
- 奈良市道登美ヶ丘中町線：奈良市登美ヶ丘三丁目　- 学園前駅（午前7時15分 - 8時15分に南行き規制）、学園前駅 - 奈良西警察署（午前7時15分 - 8時15分に北行き規制）[注釈 1]

広島県
- 県道363号線：北高入口バス停 - 長江口バス停間の狭小区間（午前7時30分 - 8時30分に南方向への規制）[注釈 2]

福岡県
- 福岡市馬出通り - 同市箱崎間（西日本鉄道）：西鉄福岡市内線貫線の廃線跡を転用（1975年11月2日開始[10]）
  - かつては西日本鉄道が所有する道路運送法によるバス専用道路であったが、現在では公道（福岡市道）となっているため、歩行者だけは通行可能。ただし、一般車両の交通規制により、この区間を通る路線バスなど、通行禁止道路通行許可証を保有している車両しか通行できない[20]。

沖縄県
- 県道29号線：那覇市山川交差点 - 同市金城ダム入口交差点間（午前7時30分 - 9時に西行き規制）
- 県道39号線（国際通り）：那覇市安里三叉路 - 同市県庁前交差点間（午前7時30分 - 9時に南行き規制、午後5時30分 - 7時に北行き規制）
- 県道222号線：那覇市与儀交差点 - 同市那覇高校前交差点間（午前7時30分 - 9時に西行き規制）・那覇市開南交差点 - 同市与儀交差点間（午後5時30分 - 7時に東行き規制）

#### 軌道法・鉄道事業法などによるもの
- 愛知県の名古屋ガイドウェイバス（2001年3月23日開業）は一部区間において公道とは区別された専用通路を通行するが、ガイドウェイバス自体がバス車両を利用した案内軌条式鉄道であるため、専用通路は道路運送法や道路交通法に基づくバス専用道路ではなく、軌道法に基づく専用軌道となっている。

## 米国のバス専用道路

### シアトルのバス専用道路
シアトルでは1991年に都市部に数キロにわたってバストンネルを設置した。シアトルのバス専用道路は将来的にこの区間にLRTを導入するための予算で建設されており、トンネル内には軌道が敷設されている。

### ピッツバーグのバス専用道路
ピッツバーグには東西を結ぶバス専用路があり、このバス専用路の一部はLRTと一部共用になっている。

## オーストラリアのバスウェイ
ブリスベンでは市バスであるブリスベン・トランスポート・バス用のバスウェイがバス専用地下道として設置されている。このバスウェイはブリスベンの中心部の地下に整備されており、キングジョージ・スクエアの地下とクイーン・ストリートモールの地下にはバスステーションが設置されている。

## インドネシアのバスウェイ
トランスジャカルタにもバスウェイと呼ばれる専用路が設けられている。